# 名古屋大学大学院法学研究科・法学部
名古屋大学大学院法学研究科（なごやだいがくだいがくいんほうがくけんきゅうか、英称:Nagoya University Graduate School of Law）は、名古屋大学大学院に設置される研究科の一つである。また、名古屋大学法学部（なごやだいがくほうがくぶ、英称:Nagoya University Faculty of Law）は、名古屋大学に設置される学部の一つである。

## 概要
1948年に名古屋大学法経学部法律学科・政治学科が設立され、1950年に法経学部が法学部と経済学部に分離し、名古屋大学法学部が成立した。1998年から開発途上国に対する法整備支援を開始。2005年からはアジア各地に日本法教育研究センターを設置している。
大学院法学研究科には、総合法政専攻と、法科大学院である実務法曹養成専攻の、2つの専攻が設置されている。総合法政専攻の研究者養成コースでは、法学・政治学の研究者養成を行っているが、森嶌昭夫元法学部長や和田肇副総長は、2004年の法科大学院開設以降、志願者の減少が進み、法学研究者育成システムが崩壊状態にあるとしている。
同窓会として名古屋大学法学部同窓会があるほか、地元の名古屋市役所内には、名古屋大学法学部出身者により構成される学閥二の丸会が組織されており、名古屋大学経済学部出身者から成る丸八キタン会と勢力を二分している。二の丸会の会長は歴代副市長や教育長などが務め、会合には名古屋大学副総長や、法学部長も参列する。
「日本研究のための歴史情報プロジェクト」において、2014年から『人事興信録』のデータベース化に取り組み、2018年に「人事興信録データベース」として第四版の内容を最初に公開した。

## 沿革
- 1948年 - 名古屋大学に法経学部法律学科及び政治学科が設置される[1][11]。
- 1950年 - 法経学部が経済学部と法学部に分離され、名古屋大学法学部が成立[11]。
- 1997年 - 2学科制（法律学科と政治学科）を1学科制（法律・政治学科）へ改組[12]。
- 1998年 - 法整備支援事業を開始[1]。
- 1999年 - 大学院重点化がなされる[5]。
- 2000年 - 法学部創立50周年を記念してアジア法政情報交流センターを設立[1]。
- 2004年 - 大学院法学研究科実務法曹養成専攻（法科大学院）開設[11]。

## 学科
- 法律・政治学科[注釈 1]
  - 入学定員150人[13]

## 司法試験合格率
名古屋大学法科大学院は、司法試験合格率60.34%、全国の法科大学院中、第12位（平成17年-平成29年）。
令和4年度司法試験では、合格率26.92%、全法科大学院中、第21位となった。

## 著名な出身者

### 政治
- 平田米男 - 元衆議院議員、元衆議院建設委員長
- 大脇雅子 - 元参議院議員、元社会民主党政策審議会長
- 山﨑真之輔 - 元参議院議員、元静岡県議会議員
- 高村謙二 - 裾野市長、元裾野市議会議員
- 井上哲夫 - 元四日市市長、元参議院議員
- 冨田成輝 - 可児市長、元岐阜県総務部長
- 柳川喜郎 - 元御嵩町長、元NHK解説委員
- 五十嵐衣里 - 衆議院議員、元東京都議会議員、弁護士

### 行政
- 花村博文 - 法務省矯正局長、元栃木刑務所長、元美祢社会復帰促進センター長
- 金森正樹 - 元財務省中国財務局長、飯能信用金庫常務
- 伊藤誠 - 元アフリカ開発会議担当大使、元駐ブルガリア大使
- 賀来弓月 - 元ムンバイ総領事、元ウィニペグ総領事
- ファム・クアン・ヒエウ - 駐日ベトナム大使、元ベトナム外務次官
- 中村利雄 - 元中小企業庁長官、元2005年日本国際博覧会協会事務総長、イベント学会会長
- 本間政雄 - 元文部省総括審議官、元学校法人立命館副総長、元京都大学副学長
- 吉田耕三 - 元人事官、元人事院事務総長、日本国際協力センター理事長
- 中村倫治 - 東京都副知事、元東京都政策企画局長、元日本公衆衛生学会副学会長
- 小川悦雄  - 元愛知県副知事、元愛知県健康づくり振興事業団理事長
- 永田清 - 元愛知県副知事、元名古屋高速道路公社理事長
- 片桐正博 - 元愛知県副知事、元名古屋競馬社長
- 松井圭介 - 元愛知県副知事、名古屋高速道路公社理事長、元上飯田連絡線社長
- 入倉憲二 - 元名古屋市副市長、元サカエチカマチ社長、元名古屋交通開発機構副社長、元国際デザインセンター副社長
- 田辺昌彦 - 広島県副知事、元広島県信用組合常務理事

### 法曹
- 北川弘治 - 元最高裁判所判事、元福岡高等裁判所長官、元最高裁判所首席調査官
- 宮川光治 - 元最高裁判所判事、元青年法律家協会事務局長
- 加藤新太郎 - 元東京高等裁判所部総括判事、アンダーソン・毛利・友常法律事務所顧問
- 都築弘 - 元東京高等裁判所部総括判事、元法務省訴務総括審議官、元中央労働委員会会長代理
- 鬼頭季郎 - 元東京高等裁判所部総括判事、元内閣府情報公開・個人情報保護審査会会長
- 三好幹夫 - 元東京高等裁判所部総括判事、内閣人事局退職手当審査会会長、上智大学教授
- 川原誠 - 元名古屋高等裁判所部総括判事、元津地方裁判所長
- 筏津順子 - 元名古屋高等裁判所部総括判事、元那覇家庭裁判所長
- 永野圧彦 - 名古屋高等裁判所部総括判事、元岐阜地方裁判所長
- 石原稚也 - 大阪高等裁判所部総括判事、元徳島地方裁判所長
- 小川正持 - 元東京家庭裁判所長、元最高裁判所事務総局刑事局長、元法務省司法試験考査委員
- 山田博 - 元浦和家庭裁判所長、元最高裁判所事務総局家庭局長、元家庭裁判所調査官研修所長
- 加藤幸雄 - 元名古屋地方裁判所長、元名古屋高等裁判所部総括判事
- 華井俊樹 - 元大阪地方裁判所判事補、史上7人目の弾劾裁判による罷免者
- 森本宏 - 法務事務次官、元法務省刑事局長、元東京地方検察庁特捜部長
- 伊藤文規 - 東京地方検察庁特捜部長、元法務省法務総合研究所教官
- 成田清 - 弁護士、元日本弁護士連合会副会長、元中部弁護士会連合会理事長
- 木下芳宣 - 弁護士、日本弁護士連合会副会長、愛知県弁護士会会長、元南山大学教授
- 後藤孝典 - 弁護士、日本企業再建研究会理事長
- 小堀秀行 -　弁護士、元金沢弁護士会会長、石川県行政不服審査会会長
- 平松まゆき - 弁護士、歌手、シンデレラドリーム ミッドナイト☆パーティー第1期生

### 経済
- 青木茂 - 元サミー社長
- 朝倉英文 - 元マルコ社長、元日本訪問販売協会理事
- 大西朗 - 豊田自動織機社長、日本産業車両協会会長、中部経済連合会副会長
- 金川重信 - 元日本特殊陶業社長、元昭和法人会会長
- 川島貴志 - アリアンツ生命保険社長、元第一フロンティア生命社長
- 後藤裕司 - トヨタホーム社長
- 小山敬 - 元豊田紡織社長、元中部経済同友会代表幹事
- 清水哲太 - 元トヨタホーム会長、元トヨタ自動車副社長、元愛知県公立大学法人理事長
- 柴田昌治 - 元日本ガイシ社長、元日本経団連副会長、元長寿科学振興財団会長、元愛知県公安委員会委員長
- 白柳正義 - トヨタ紡織社長、元豊田法人会会長
- 徳力基彦 -  アジャイルメディア・ネットワーク共同創業者・元社長、noteプロデューサー、ブロガー
- 内藤由治 - 元ポッカコーポレーション（現ポッカサッポロフード&ビバレッジ）社長
- 西尾保示 - テクノプロ・ホールディングス社長兼CEO、テクノプロ社長
- 丹羽宇一郎 - 元伊藤忠商事社長、元駐中国大使、日本中国友好協会会長
- 日髙祥博 - ヤマハ発動機社長、日本自動車工業会副会長、技術経営・イノベーション賞経済産業大臣賞
- 松本正之 - 日本放送協会（NHK）第20代会長、JR東海特別顧問
- 水野耕太郎 - 元東邦ガス社長、元愛知県公安委員会委員長
- 向原敏和 - 日本マスタートラスト信託銀行社長
- 村瀬幸雄 - 十六銀行頭取、中部経済連合会副会長
- 横山元彦 - 元ジェイテクト社長、元日本工作機械工業会会長
- 吉岡基次 - 元松坂屋社長

### マスコミ
- 吉田一貴 - NHKアナウンサー
- 岩本行正 - 元中京テレビ放送社長
- 熊谷章洋 - 元中部日本放送アナウンサー
- 勝智久 - 元名古屋テレビ放送アナウンサー
- 酒井憲一 - 元朝日新聞社記者、元朝日学生新聞社常務
- 伊藤章治 - 元中日新聞社編集委員兼論説委員
- 桜井三男 - 元上毛新聞専務・論説委員長、櫻井翔の祖父

### 研究
- 安藤隆穂 - 思想史、名古屋大学名誉教授、日本学士院賞
- 筏津安恕 - 法思想史、元名古屋大学教授
- 市橋克哉 - 行政法、元名古屋大学副総長
- 伊藤栄寿 - 民法、上智大学教授、日本マンション学会研究奨励賞
- 今井弘道 - 法哲学、北海道大学名誉教授
- 上田純子 - 会社法、愛知大学教授、岡谷鋼機監査役、アイシン監査役
- 宇佐美誠 - 法哲学、京都大学教授、元日本公共政策学会副会長
- 後房雄 - 政治学、名古屋大学教授
- 小野清美 - 政治学、大阪大学教授、和辻哲郎文化賞
- 小野耕二 - 政治学、名古屋大学教授
- 加藤紫帆 - 国際私法、東京大学准教授、国際法学会小田滋賞優秀賞
- 川田稔 - 政治史、名古屋大学名誉教授、山本七平賞
- 北住炯一 - 政治史、名古屋大学名誉教授、東京市政調査会藤田賞
- 木棚照一 - 国際私法、早稲田大学名誉教授、元法務省司法試験考査委員
- 木戸蓊 - 国際政治学、神戸大学名誉教授、第11代日本国際政治学会理事長
- 草野元己 - 民法、関西学院大学教授
- 近藤康史 - 国際政治学、筑波大学教授
- 榊原秀訓 - 行政法、南山大学教授
- 佐久間修 - 刑法、大阪大学名誉教授、元法務省司法試験考査委員
- 佐藤嘉彦 - 刑事訴訟法、同志社大学教授
- 澤登俊雄 - 少年法、國學院大學名誉教授、元日本学術会議会員
- 高城和義 - 社会学、元東北大学教授
- 髙森八四郎 - 民法、関西大学名誉教授
- 田高寛貴 - 民法、慶應義塾大学教授、元名古屋大学教授、元法務省司法試験考査委員
- 田村哲樹 - 政治学、名古屋大学教授
- 冨田宏治 - 思想史、関西学院大学教授
- 新美育文 - 民事法、明治大学名誉教授、安心ネットづくり促進協議会会長、元環境省中央環境審議会会長代理
- 長谷川憲 - 憲法、工学院大学教授、元憲法理論研究会運営委員長
- 林董一 - 法制史、愛知学院大学名誉教授
- 日詰一幸 - 行政学、静岡大学学長、静岡市情報公開・個人情報保護審議会会長、掛川市政策アドバイザー
- 広瀬裕樹 - 保険法・商法、愛知大学教授
- 眞鍋俊二 - 国際政治学、関西大学教授、松永財団学術研究奨励賞
- 森英樹 - 憲法、元名古屋大学副総長、元民主主義科学者協会法律部会副理事長
- 若尾祐司 - 西洋史、元名古屋大学副総長

### 文化
- 浅尾大輔 - 小説家、新潮新人賞、元しんぶん赤旗記者
- 青木健 - 詩人、作家、文芸評論家、編集者、新潮新人賞
- 石岡ショウエイ - 漫画家、小説家、ボイルドエッグズ新人賞
- 大越農子 - 漫画家、イラストレーター、北海道議会議員
- 天野千尋 - 映画監督、脚本家、田辺・弁慶映画祭グランプリ